# Chataignier
Chataignier é uma vila localizada no estado americano de Luisiana, na Paróquia de Evangeline.

## Demografia
Segundo o censo americano de 2000, a sua população era de 383 habitantes.
Em 2006, foi estimada uma população de 384, um aumento de 1 (0.3%).

## Geografia
De acordo com o United States Census Bureau tem uma área de
1,6 km², dos quais 1,6 km² cobertos por terra e 0,0 km² cobertos por água. Chataignier localiza-se a aproximadamente 18 m acima do nível do mar.

## Localidades na vizinhança
O diagrama seguinte representa as localidades num raio de 24 km ao redor de Chataignier.